# Micropterix croatica
Micropterix croatica és una espècie d'arna de la família Micropterigidae. Va ser descrita per Heath i Kaltenbach l'any 1984.
És una espècie endèmica d'Itàlia, Eslovènia i Croàcia.